# Our Planet II
Our Planet II är en brittisk natur- och dokumentär för TV från 2023 bestående av fyra avsnitt. Serien är en fortsättning på Our Planet från 2019. Den är skapad av Keith Scholey och Alastair Fothergill som även svarat för produktionen, och har premiär på strömningstjänsten Netflix den 14 juni 2023.

## Mottagande
Serien utforskar mysteriet kring hur och varför djur migrerar. Serien följer bland annat hur en övergiven albatrossunge lämnar sin ursprungliga ö och hur en hjord antiloper vandrar genom Vilda Västern i södra Wyoming till Klippiga bergen. Serien visar klipp från migrationer som äger rum från bland annat Afrika, Indien, Kina och Arktis.

## Medverkande
David Attenborough - berättare